# Iliad
Iliad – francuski koncern telekomunikacyjny, kontrolowany przez Xaviera Niela.

## Początki

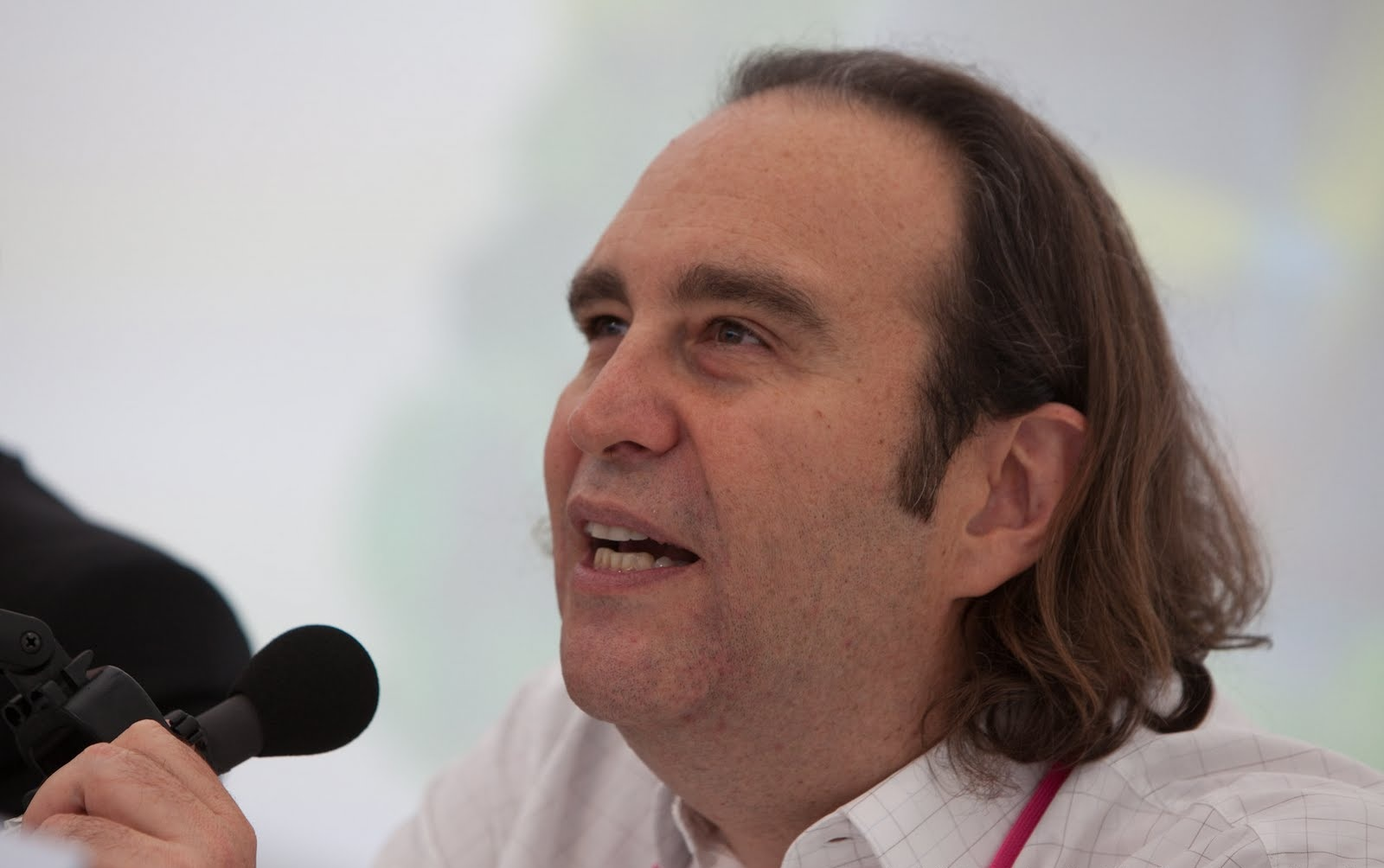
Xavier Niel (2009)

Przedsiębiorstwo zostało założone w 1987 roku przez przedsiębiorcę branży telekomunikacyjnej Xaviera Niela. W początkowym etapie działalności Iliad dostarczał usługi telekomunikacyjne za pomocą tradycyjnych łączy przewodowych. Dekadę później w 1999 roku Iliad stworzył markę Free – pod którą dostarczał internet za pośrednictwem modemu bez opłat. Dziś operator jest liderem na rynku szerokopasmowego internetu we Francji.

## Telefonia komórkowa

### Francja
W 2012 Iliad zaangażował się w rynek w telefonii mobilnej, startując we Francji z ofertą pod nazwą Free Mobile. Choć rynek był już podzielony pomiędzy Orange, SFR i Bouygues Telecom, sukces Iliada wynikał z oferty prostych pakietów telefoniczno-internetowych, z których można było korzystać bez konieczności podpisywania długoterminowych umów, w bardzo atrakcyjnych jak na ówczesne czasy cenach. Obecnie sieć Free Mobile należąca do Iliada ma 13,4 miliona abonentów, co daje jej 4. miejsce wśród największych operatorów we Francji. Sieć Free Mobile działa również na ponad 800-tysięcznej wyspie Reunion na Oceanie Indyjskim, będącej terytorium zamorskim Francji. Uwzględniając lokalne warunki życia, Free Mobile zaoferował mieszkańcom wyspy usługi o połowę tańsze niż we Francji kontynentalnej.

### Maroko
Iliad prowadzi sieć Free również w Maroku. W 2016 roku zarzucono sieci zablokowanie najpopularniejszych wśród marokańskich opozycjonistów komunikatorów internetowych pod wpływem nacisków lokalnego rządu, który obawiał się wpływu łatwej i bezpłatnej komunikacji na potencjalne protesty, jak w przypadku tzw. twitterowej rewolucji na przełomie dekad w krajach regionu (tzw. „arabska wiosna”). W 2017 roku w lokalnych call center sieci doszło do strajku na tle warunków pracy i niskich płac. Sprawę we Francji nagłośnił reportaż telewizji France 2.

### Włochy
W 2018 roku Iliad rozpoczął działalność we Włoszech tworząc Iliad Italia. Zyskawszy rozgłos jako rewolucyjny operator, który przełamał wieloletni oligopol trzech firm we Francji, szybko pozyskał klientów również we Włoszech. Po 50 dniach od premiery operator miał już milion abonentów. W 2018 roku Iliad otrzymał koncesję na świadczenie usług w standardzie 5G we Włoszech.

### Polska
W Polsce we wrześniu 2020 roku Iliad kupił sieć Play, o której planach sprzedaży media branżowe informowały już od 2017 roku. Wraz z nabyciem Play, francuski koncern stał się posiadaczem największego wirtualnego operatora telefonii komórkowej – Virgin Mobile Polska, którego Play przejął w kwietniu 2020 roku oraz w lipcu 2019 operatora usług dla biznesu - 3S S.A. Według Bloomberga Iliad kupił Play za około 9 miliardów złotych. Grupa Iliad obecna jest w Polsce również przez firmę Scaleway – dostawcę usług w chmurze. Jesienią 2020 roku firma otworzyła w Warszawie centrum obliczeniowe – WAW1, obecnie jedno z czterech w Europie, a drugie poza Francją. W 2022 roku, za pośrednictwem P4, Iliad nabył UPC Polska, dostawcę usług telewizji cyfrowej oraz szerokopasmowego dostępu do internetu za około 7 miliardów złotych.